# 格拉尼亚诺
格拉尼亚诺（義大利語：Gragnano），是意大利那不勒斯省的一个市镇。总面积14.56平方公里，人口29771人，人口密度2044.7人/平方公里（2009年）。ISTAT代码为063035。